# 蓋烏斯·尤利烏斯·凱撒 (民選官)
蓋烏斯·尤利烏斯·凱撒（英語：Gaius Julius Caesar，？—前85年）是羅馬在亞洲的一位總督，以身為日後羅馬獨裁者尤利烏斯·凱撒的父親聞名。

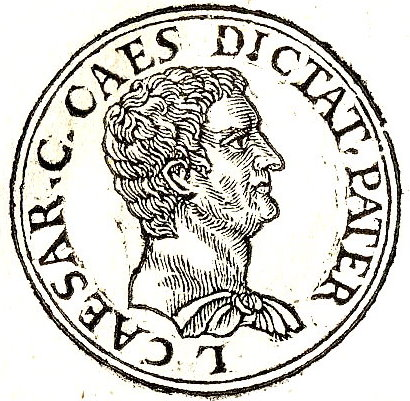
蓋烏斯·尤利烏斯·凱撒

## 家庭
蓋烏斯·尤利烏斯·凱撒的妻子是奧蕾莉亞，兩人共有1子2女：
1. 大茱莉亞（英语：Julia Major (sister of Caesar)）
2. 小茱莉亞，奧古斯都的祖母
3. 尤利烏斯·凱撒